# Mansana Pons
La Mansana Pons és un conjunt de tres cases unifamiliars d'Esplugues de Llobregat (Baix Llobregat), de les quals en queden dues, protegides com a bé cultural d'interès local.

## Descripció
És un conjunt de tres habitatges unifamiliars aïllats (dels que actualment en queden dos), conegut com a Mansana Pons, situades en un recinte enjardinat, amb accés individual. Les dues cases que queden (la casa Termes o Vil·la Rosa i la casa Pons o Vil·la Pepita) són bessones, i són edificis de planta baixa, pis i amb una torre de coberta a quatre vessants. La façana i la torre són estucades en beix. Les finestres tenen marcs de maó vist. La tercera casa, ja desapareguda (casa Galzeran o Vil·la Maria) era de planta baixa, amb un portell coronat per un frontó de línia corba.

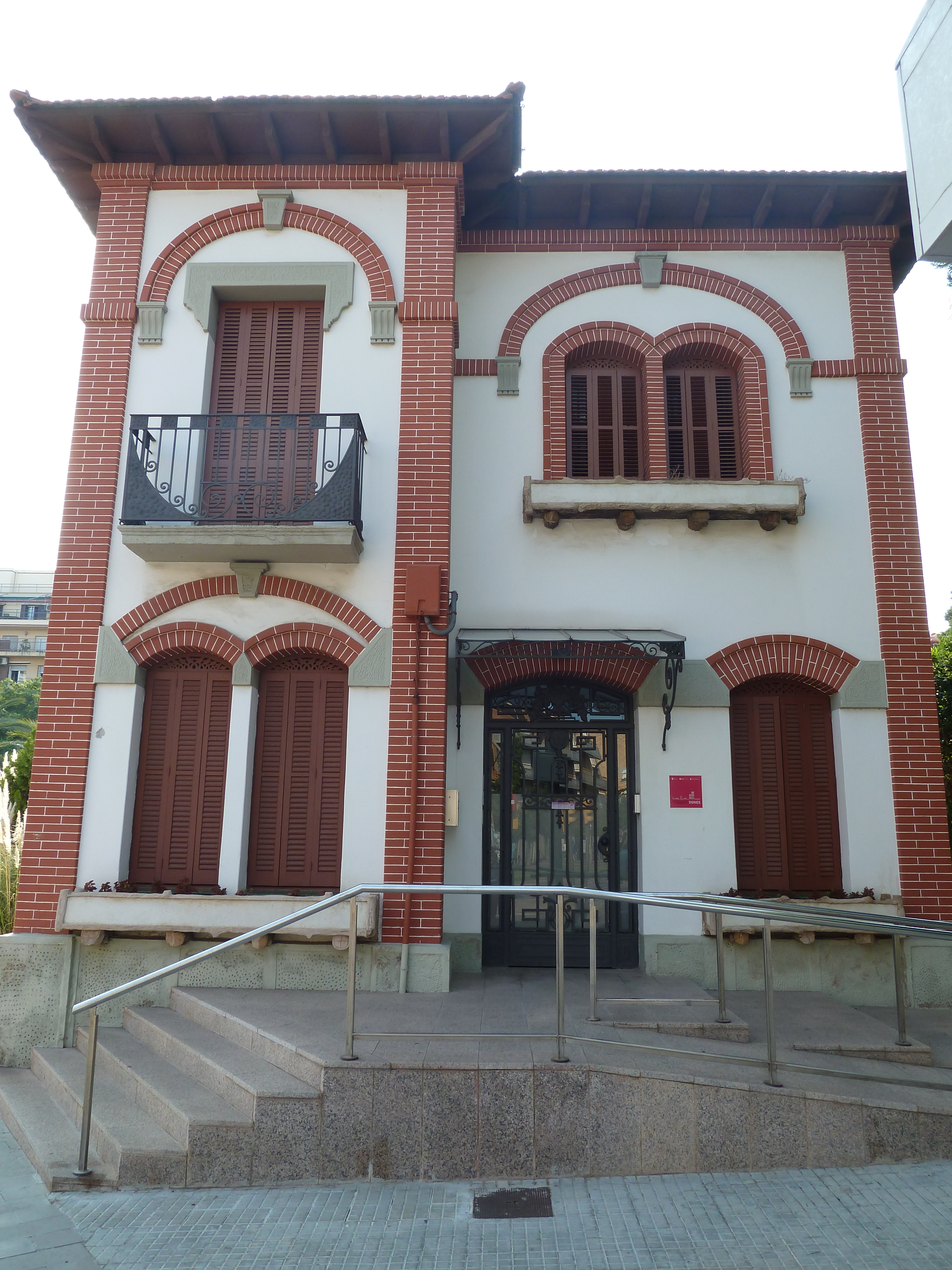
Casa Pons
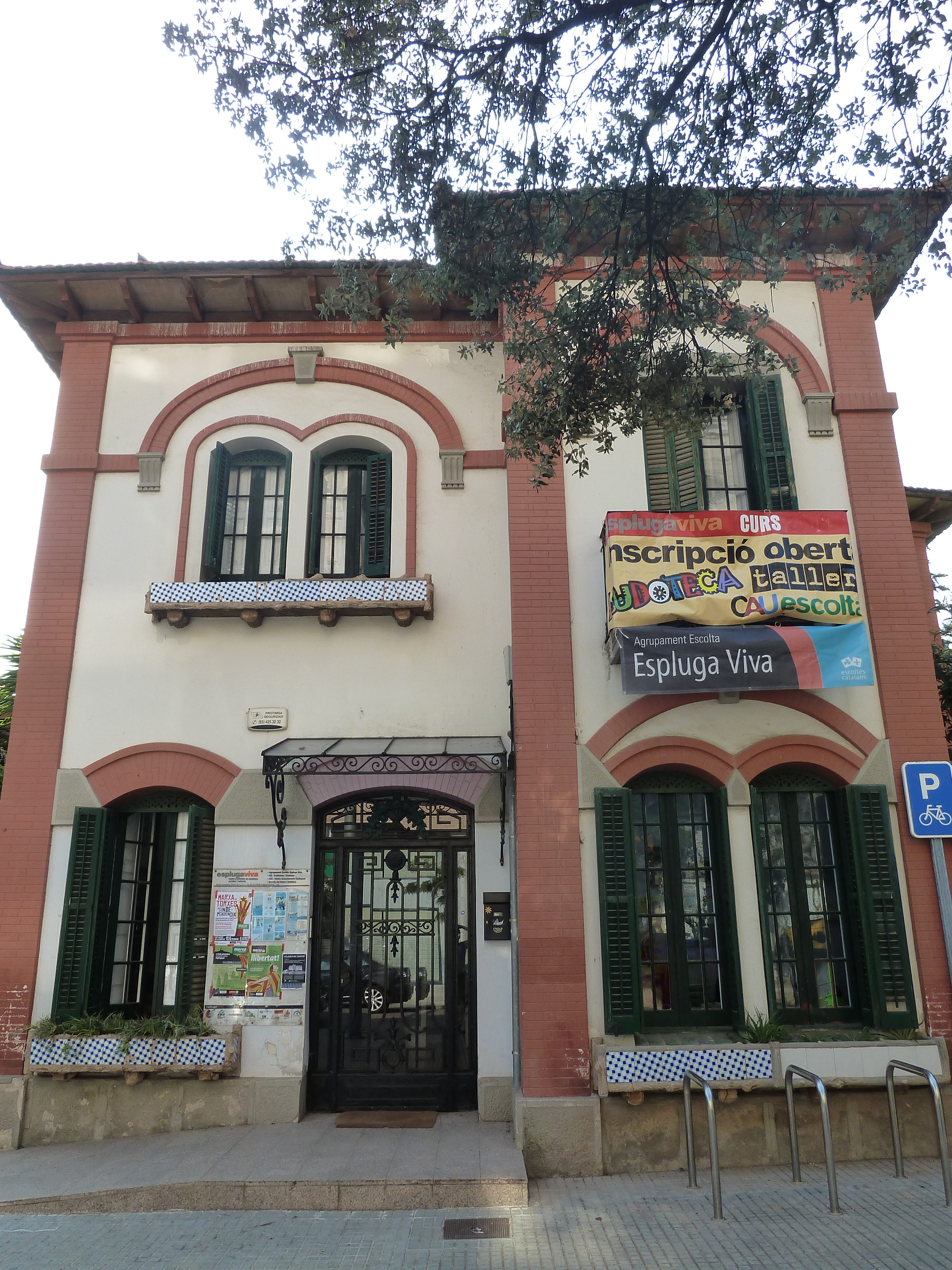
Casa Termes